# Udo Reichenbecher
Udo Reichenbecher (* 1. Dezember 1943 in Kirn) ist ein ehemaliger deutscher Politiker (SPD).

## Leben
Reichenbecher wuchs im bayerischen Coburg auf. Dort machte er die Ausbildung zum Dreher und Maschinenschlosser, durch ein Fernstudium stieg er zum technischen Kaufmann auf.
Von 1961 bis 1964 leistete er seinen Wehrdienst bei der Bundesmarine.
Später wechselte er in die Politik: 1964 trat er der SPD bei. Dort war er 15 Jahre Geschäftsführer in den Unterbezirken Bad Kreuznach und Birkenfeld, organisierte mehrere Bundestagswahlkämpfe für Wilhelm Dröscher, Conrad Ahlers und Günther Leonhart und war Mitglied der Organisations- und Parteireformkommission des Parteivorstandes. Als seine politischen Vorbilder gelten Willy Brandt, Herbert Wehner, Wilhelm Dröscher und Günther Leonhart.
Mehrere Jahre lang war Reichenbecher Mitglied des Verbandsgemeinderats Kirn-Land und von 1974 bis 1994 des Bad Kreuznacher Kreistags. Von 1983 bis 1991 hatte er ein Mandat im rheinland-pfälzischen Landtag inne. Dort leitete er u. a. den Ausschuss für Soziales und Familie und war stellvertretender Vorsitzender der SPD-Landtagsfraktion.
Bei der Landtagswahl 1991 gewann er das Direktmandat im Wahlkreis Kirn/Bad Sobernheim mit dem zweitbesten Erststimmenergebnis landesweit für seine Partei. In der Regierung Scharping bekleidete er ab 1991 das Amt des Staatssekretärs und Amtschef im Sozialministerium und wurde darüber hinaus zum ersten Landesbeauftragten für die Belange behinderter Menschen ernannt. Im Juni 1994 legte er sein Amt als Staatssekretär aus gesundheitlichen Gründen nieder. Seine aktive politische Laufbahn beendete er Ende der neunziger Jahre.
Darüber hinaus hat er noch weitere Mitgliedschaften und Funktionen inne: So bekleidete er das Amt des Vorsitzenden der Arbeiterwohlfahrt im Landkreis Bad Kreuznach und gehörte 15 Jahre dem Vorstand und Kuratorium der Stefan-Morsch-Stiftung „Hilfe für Leukämiekranke“ an. Diese Funktion musste er aufgrund der Satzung aus Altersgründen aufgeben. Auch zählte er zum Beraterkreis des Ministerpräsidenten Kurt Beck. Ferner gehört er dem Vorstand der Vereinigung ehemaliger Abgeordneter des rheinl.-pfälzischen Landtags, dem Freundeskreis des Freilichtmuseums Sobernheim und dem Förderverein des Kirner Krankenhauses an.
Reichenbecher wohnt mit seiner Frau in Simmertal.

## Auszeichnungen
- Willy-Brandt-Medaille
- 1990: Bundesverdienstkreuz am Bande
- 1997: Bundesverdienstkreuz 1. Klasse